# Ruta Provincial 22 (Córdoba)

## Generalidades
La Ruta Provincial 22 es una carretera de jurisdicción provincial que se encuentra en la región norte de la provincia de Córdoba, en la República Argentina, uniendo 3 departamentos.
Tiene un trazado oeste-este, y solo un 11% está asfaltado, entre San Francisco del Chañar y el cruce con la  RP 18 , luego de traspasar el puente del arroyo La Quinta.
Es una ruta con una tasa de tránsito muy baja, que solo se utiliza como vía de transporte local. Solamente entre el arroyo antes mencionado y San Francisco del Chañar, se utiliza en forma más intensa.
Su km 0 está en Lucio V. Mansilla, contigua a las Salinas Grandes, en la  RN 60 . Se dirige hacie el este, donde cruza el viejo Camino Real, luego la  RN 9 , y finaliza al alcanzar la ruta  RP 32 , en cercanías de la localidad de Eufrasio Loza.

## Localidades
A lo largo de su recorrido, esta ruta atraviesa solo dos importantes localidades, cabeceras departamentales, ubicadas en dos de los tres departamentos que cruza, y que se detallan a continuación. Aquellas que figuran en itálica, son cabecera del departamento respectivo. Entre paréntesis, figuran los datos de población. Las localidades con la leyenda s/d hacen referencia a que no se encontraron datos oficiales.
- Departamento Tulumba: Lucio V. Mansilla: (881)
- Departamento Sobremonte: San Francisco del Chañar (2.506)
- Departamento Río Seco: Villa del María del Río Seco: (4.911)

## Recorrido
|  | CONTgq | TBHFa | CONTfq |  |  |

|  |  | tBHF |

|  |  | tSTR |

|  | GRZq | tSTR+GRZq | GRZq |  |  |

|  |  | tSTR |

|  | tBHF |

|  |  | tSTR |

|  | GRZq | tSTR+GRZq | GRZq |  |  |

|  |  | STR |

| WASSERq | WBRÜCKE1 | WASSERq |  |

| CONTgq | KRZ | CONTfq |  |

| WASSERq | WBRÜCKE1 | WASSERq |  |

|  | CONTgq | ABZqlr | hKRZWaeq | TBHFa | CONTfq |

|  |  | -WASSERr | tSTR |

|  |  |  | CONTgq | SHI4gl+lq | CONTfq |

## Nota
1. ↑   El kilometraje fue tomado del amojonado en ruta. En caso de ausencia de los mismos, se calculó según información disponible en Internet, o verificación in situ .
2. ↑   Datos oficiales según Dirección de Estadísticas y censos del Gobierno de la Provincia de Córdoba, año 2010 Según datos INDEC